# Реколета (Буенос-Айрес)
Реколе́та (ісп. Recoleta) — район у центрі Буенос-Айреса. Один з найдорожчих жилих районів міста. Головною туристичною принадою є Кладовище Реколета.
Розташований між 10-ю вулицею, вулицями Монтевідео, Уругваю, Кордови, Маріо Браво, полковника Діаса, Лас-Ераса, Тагле, шляхами залізниці імені генерала Бартоломе Мітре, вулицею Херонімо Сальгеро і річкою Ла-Плата. Межує з районом Ретіро на південному сході, Бальванера й Альмагро на півдні, Палермо на північному заході і річкою Ла-Плата на північному сході.

## Історія
Назва району Реколета (ісп. Recoleta — аскетичний) походить від монастиря аскетів-францисканців, які осіли тут на початку XVIII століття. Вони заснували тут монастир, церкву Ель Пілар і кладовище.
Наприкінці XIX століття, утікаючи від епідемій жовтої гарячки і холери, сюди перебралося багато заможних аргентинських родин. Відтоді район є одним із найелегантніших і найдорожчих у Буенос-Айресі. Тут розташовано котеджі багатих міщан, посольства і розкішні готелі, зокрема найдорожчий у Латинській Америці «Alvear Palace Hotel». 
Переважну більшість будинків Реколети було побудовано у французькому стилі (так звані шато), завдяки чому Буенос-Айрес став відомим як Латиноамериканський Париж. Попри таку славу, до 1960-х років багато історичних споруд Реколети було розібрано через зростання ціни на землю. На їх місці поставили сучасні висотні будинки.
16 травня 2010 року у районі Реколета було відкрито культурний центр, присвячений двохсотріччю Аргентини.

## Культура

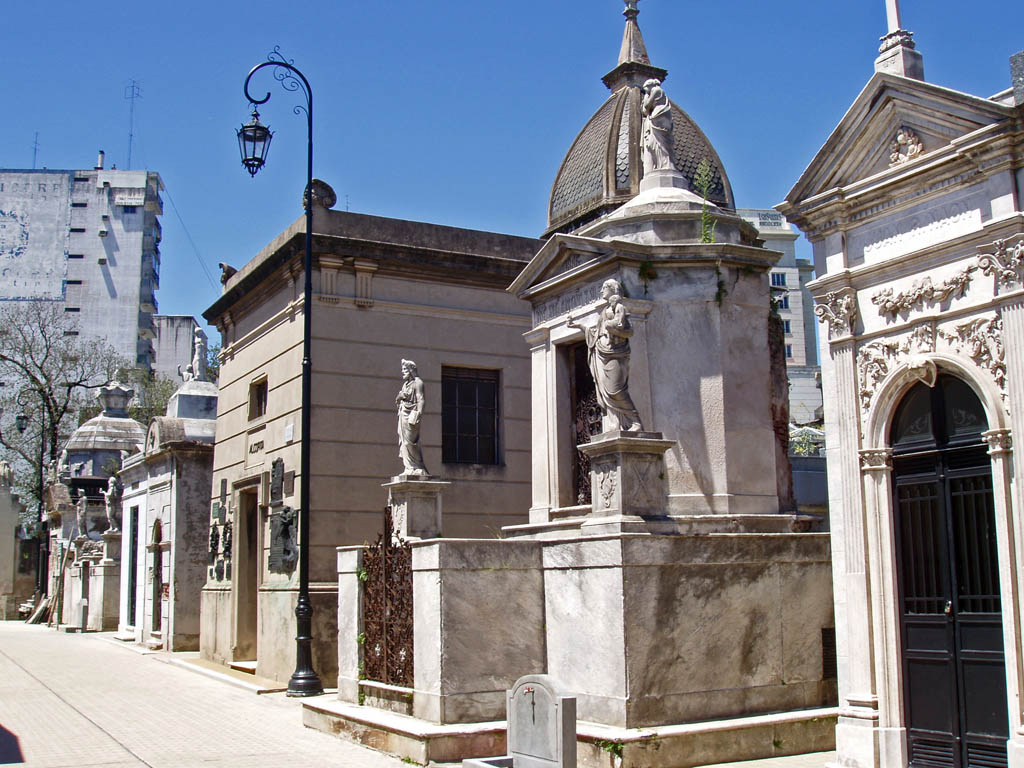
Кладовище Реколета
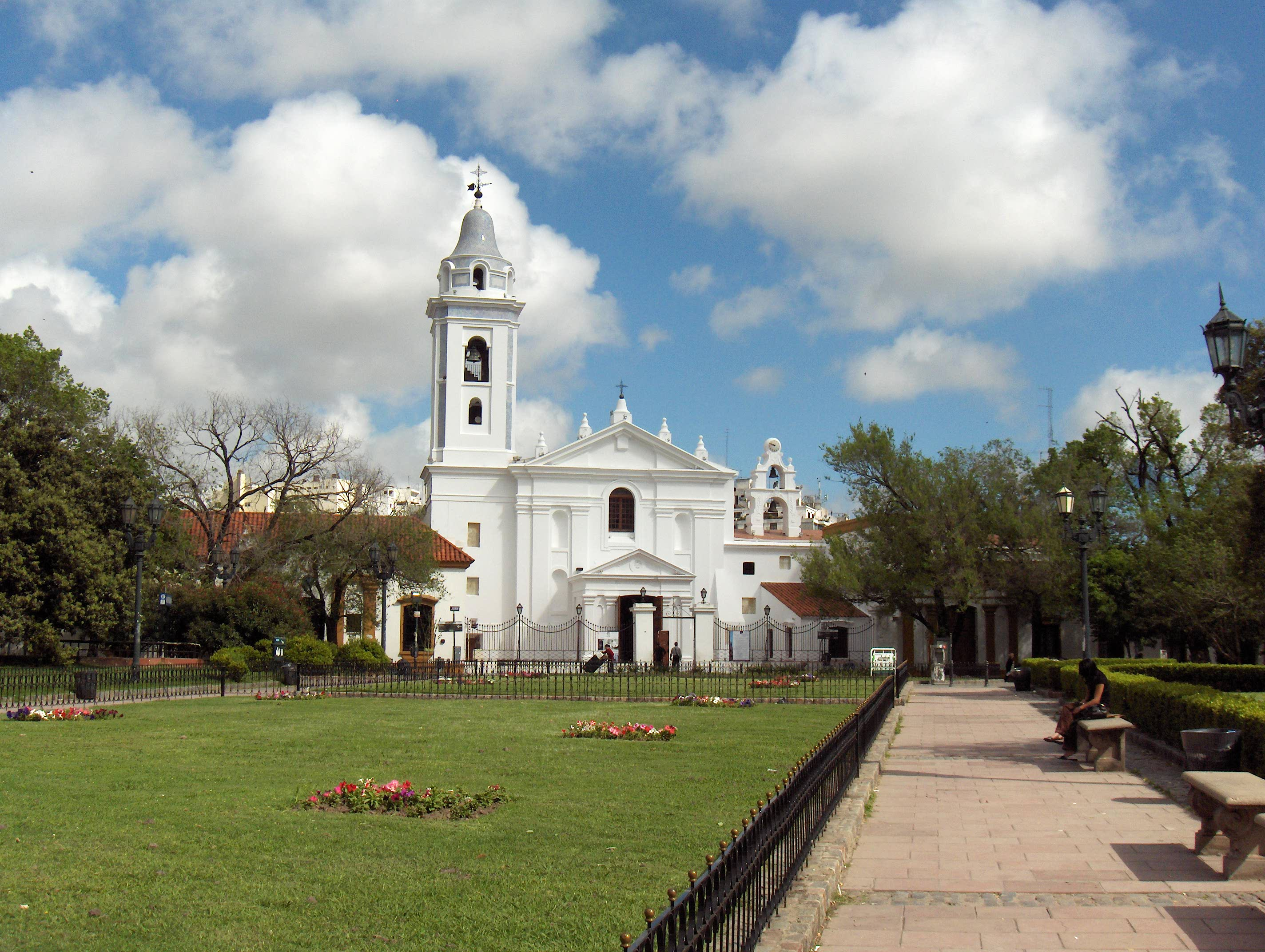
церква Ель Пілар
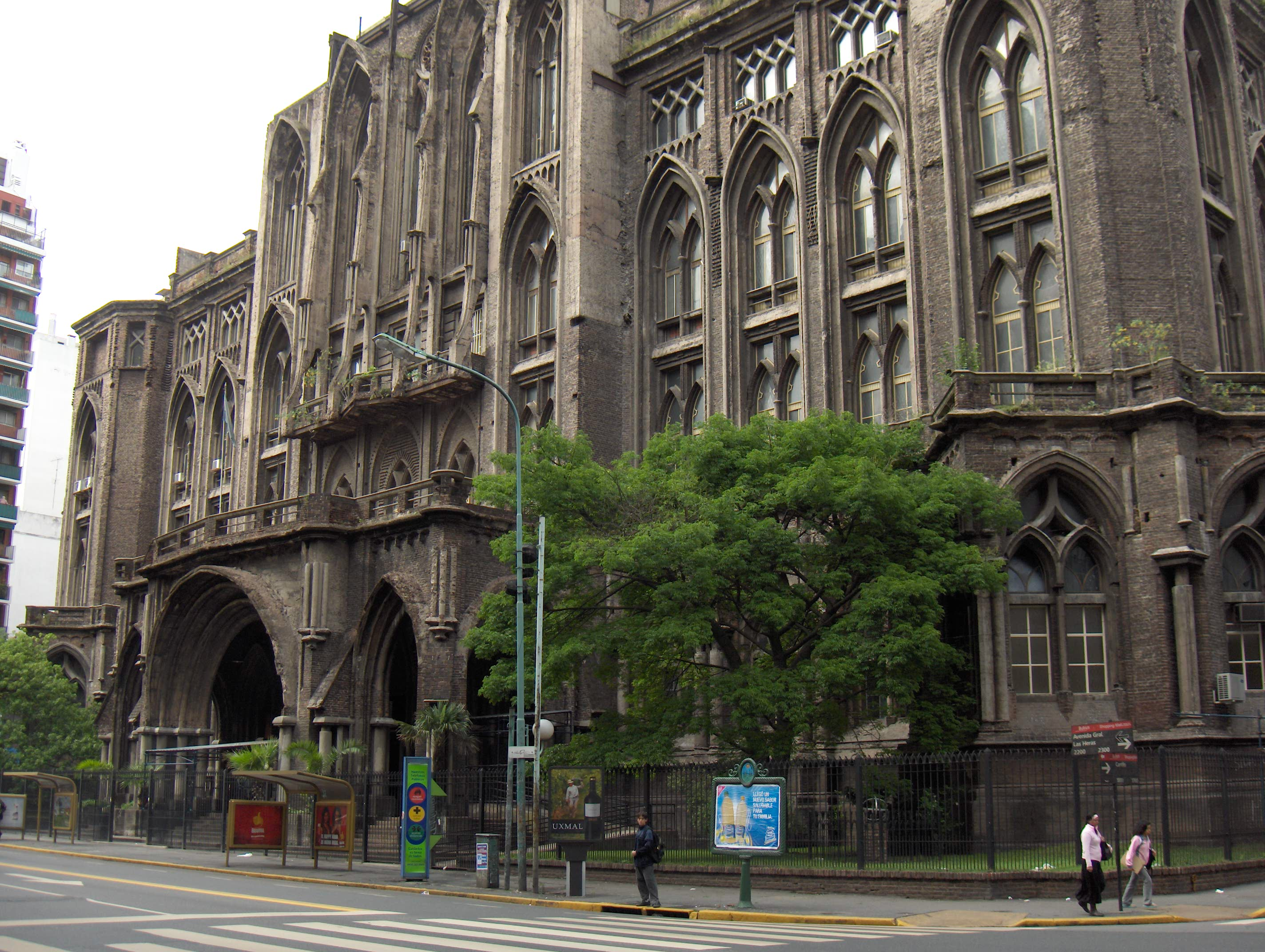
Факультет інженерії Університету Буенос-Айреса
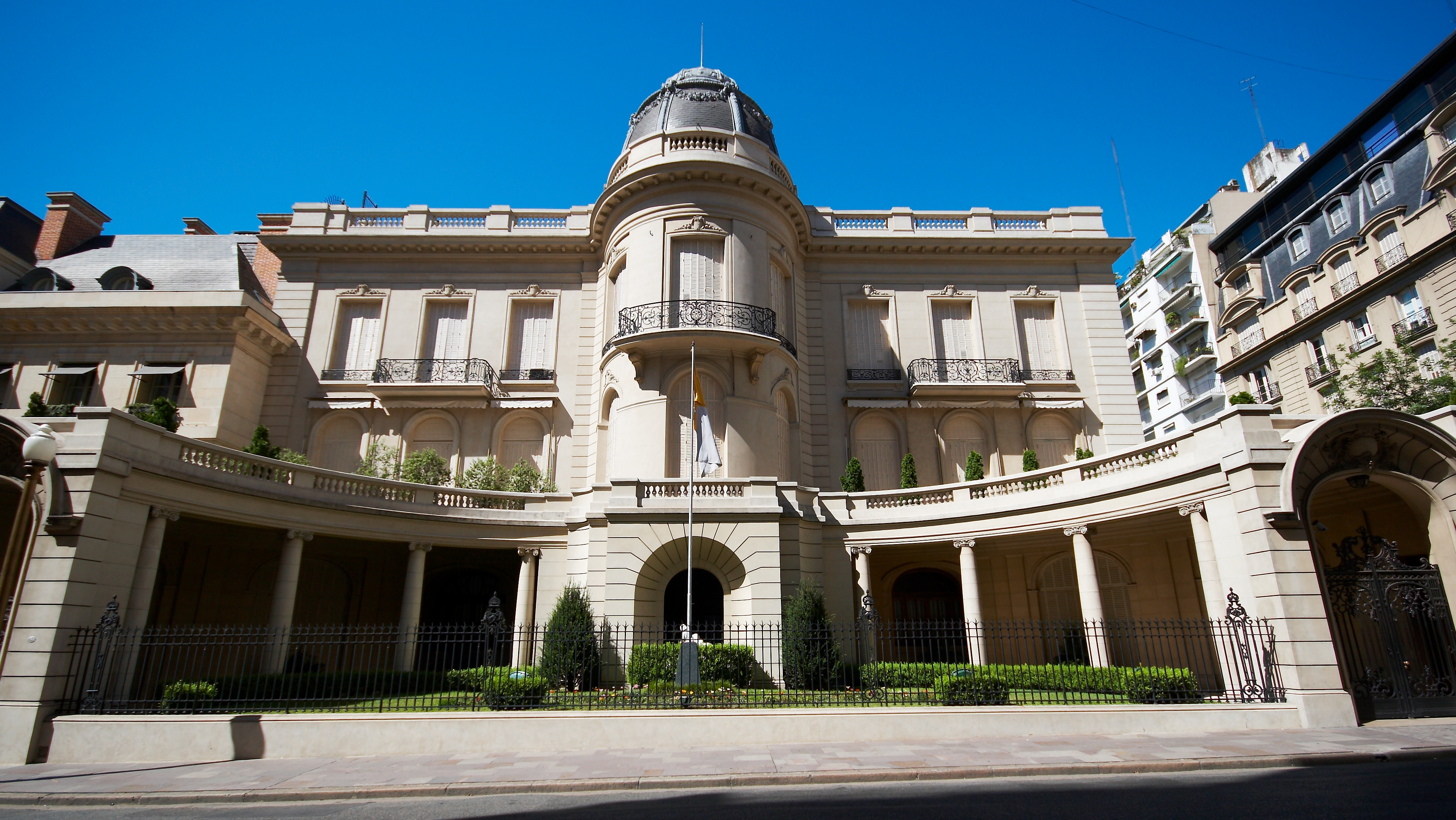
Апостольський нунціат
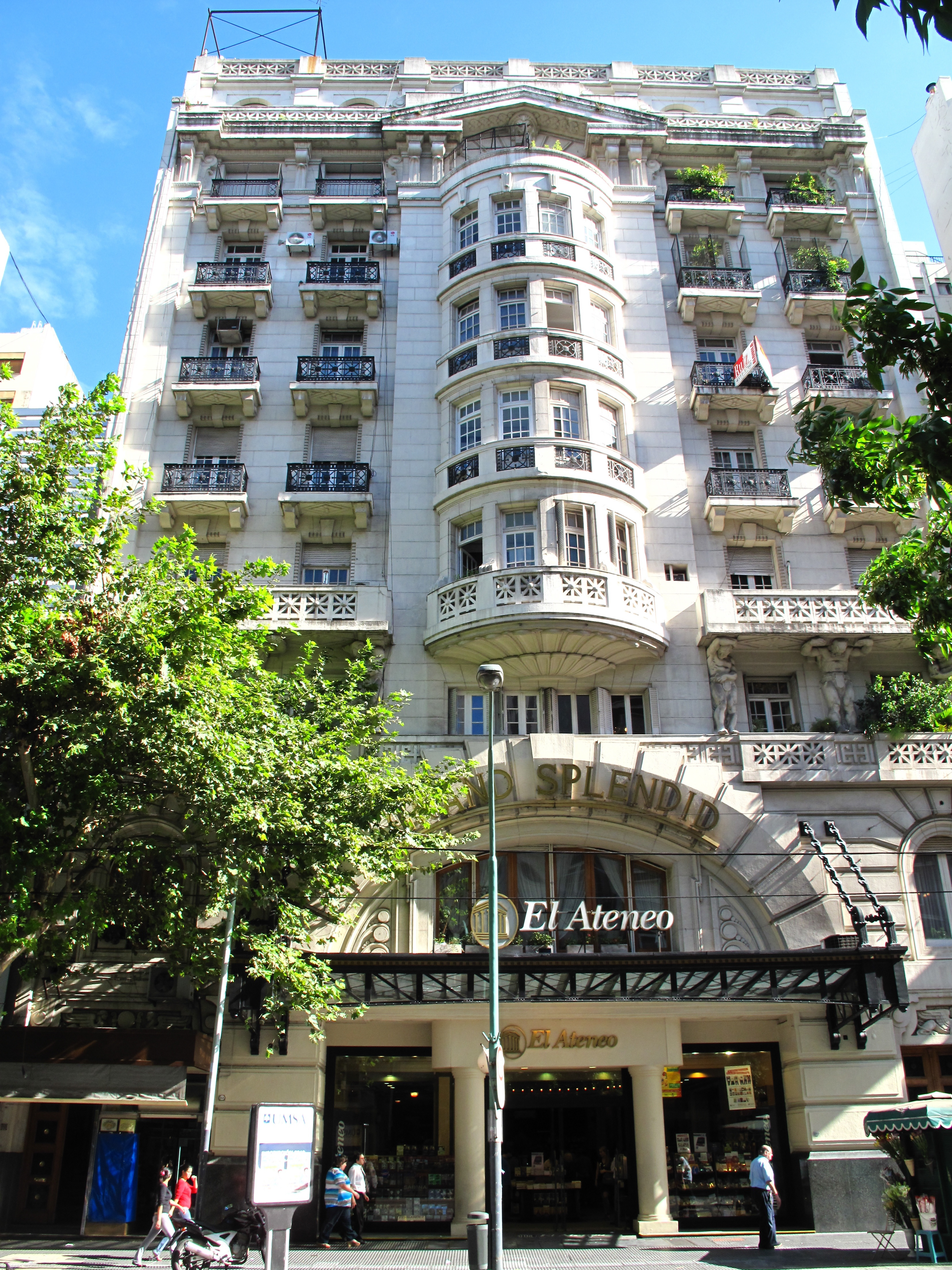
Знаменита книгарня «El Ateneo Grand Splendid»

Район Реколета є важливим культурних осередком Буенос-Айреса. Тут стоїть чимало історичних та архітектурних пам'яток, престижні навчальні заклади, зокрема чотири факультети Університету Буенос-Айреса, Національний музей витончених мистецтв, Національний музей декоративного мистецтва, Національна бібліотека на 4 мільйони книжок, Культурний центр Реколета тощо.
Головною туристичною принадою району є знамените старовинне Кладовище Реколета, де поховано багато відомих аргентинців. Кладовище відзначається своєю архітектурою і скульптурами. Ще й до  того, Реколета відзначається численними скульптурами у парках і на майданах.
Типову «французьку» архітектуру Реколети можна побачити на вулиці Альвеара.
Попри те, що левову частку Реколети забудовано, район багатий на парки і сквери, а також зелені площі, найвідомішими з-поміж яких є: Площа Бразилії, Площа Рубена Даріо, Площа Уругваю, Площа Чилі, Площа Франції, Площа Альвеара, Площа Данте Аліґ'єрі, Площа Рауля Сольді. 
У районі Реколета мешкало безліч відомих аргентинців, зокрема письменник Адольфо Бьйой Касарес із дружиною Сильвіною Окампо, музиканти Чарлі Гарсія і Андрес Каламаро, на вулиці Кінтана жили Хорхе Луїс Борхес і Хосе Ортега-і-Гассет, на вулиці Альвеара мешкав кардинал Пачеллі, майбутній папа Пій XII. Довгий час на перехресті вулиць Аґуеро і Лібертадор стояла резиденція президента Аргентини, яку розібрали 1955 року.

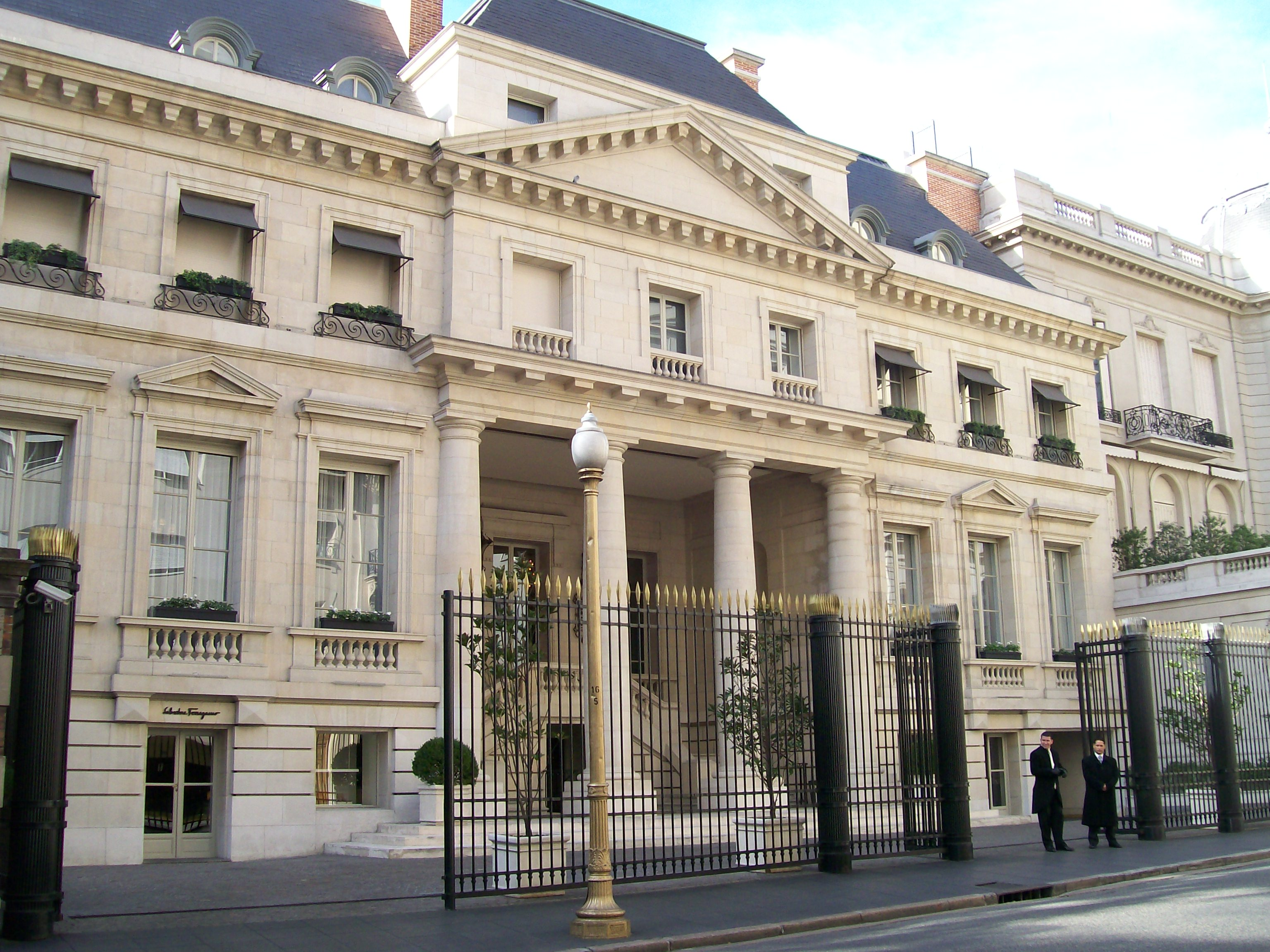
Палац Духау
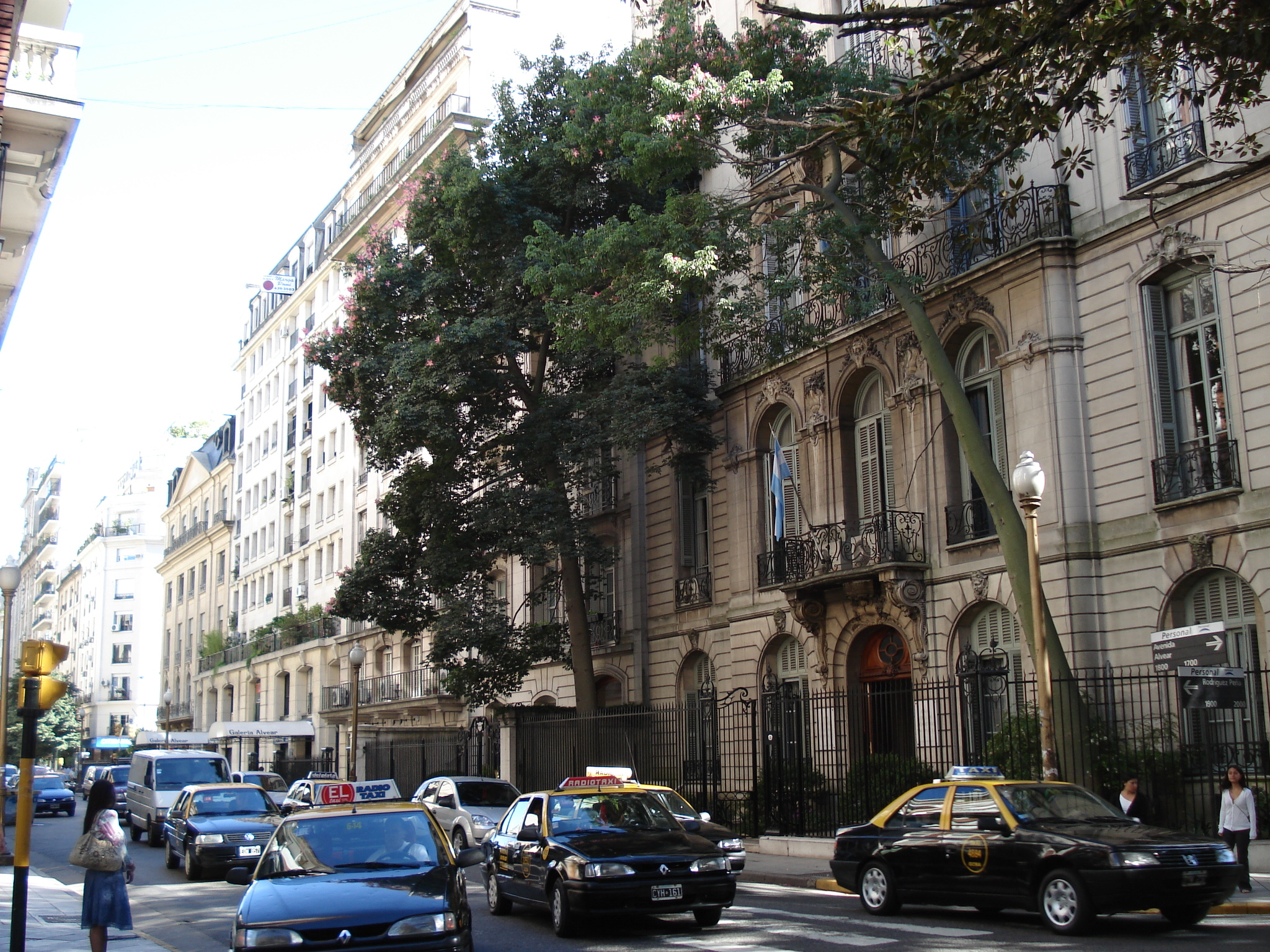
Вулиця Альвеара
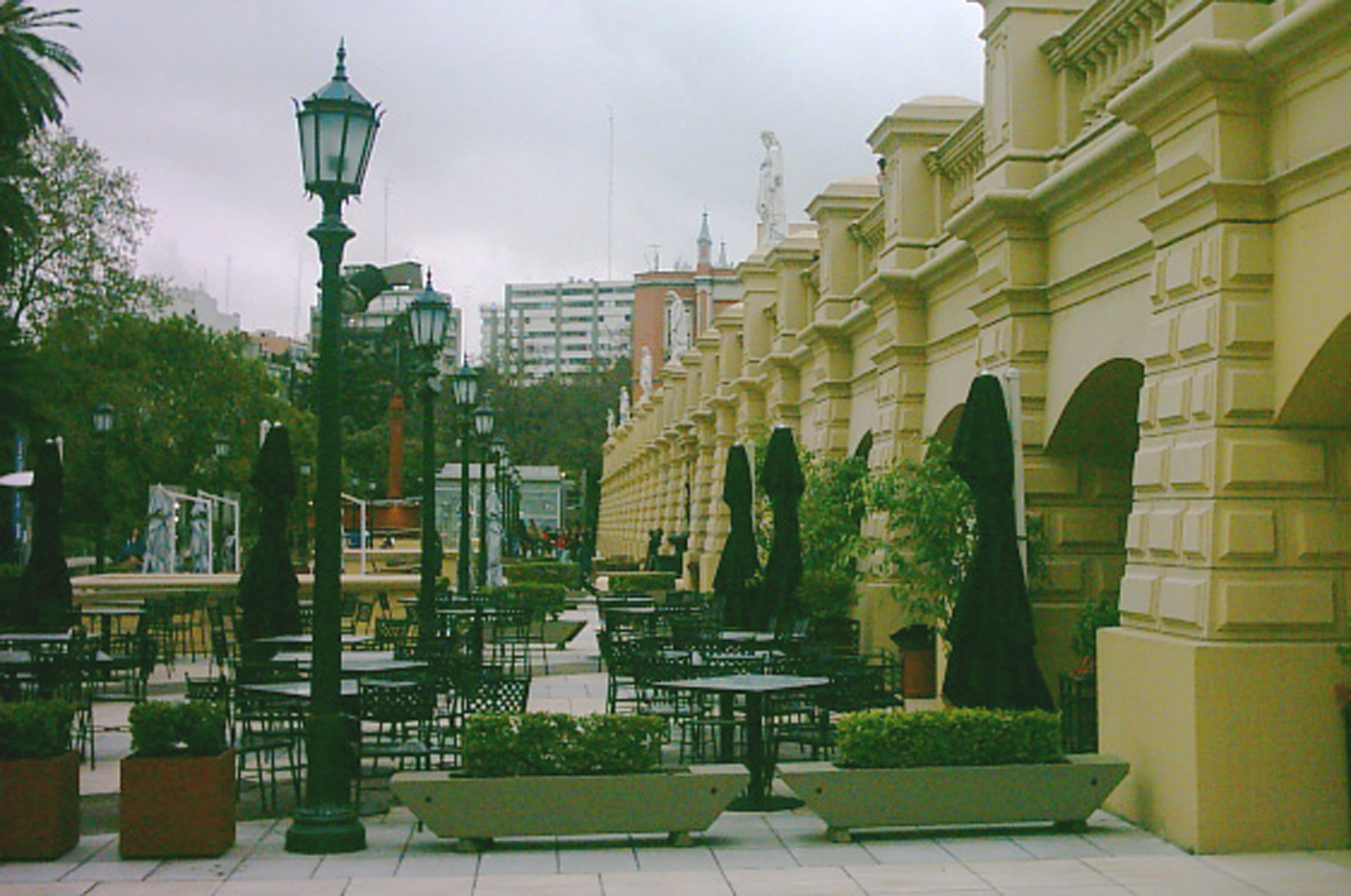
Центр «Buenos Aires Design»
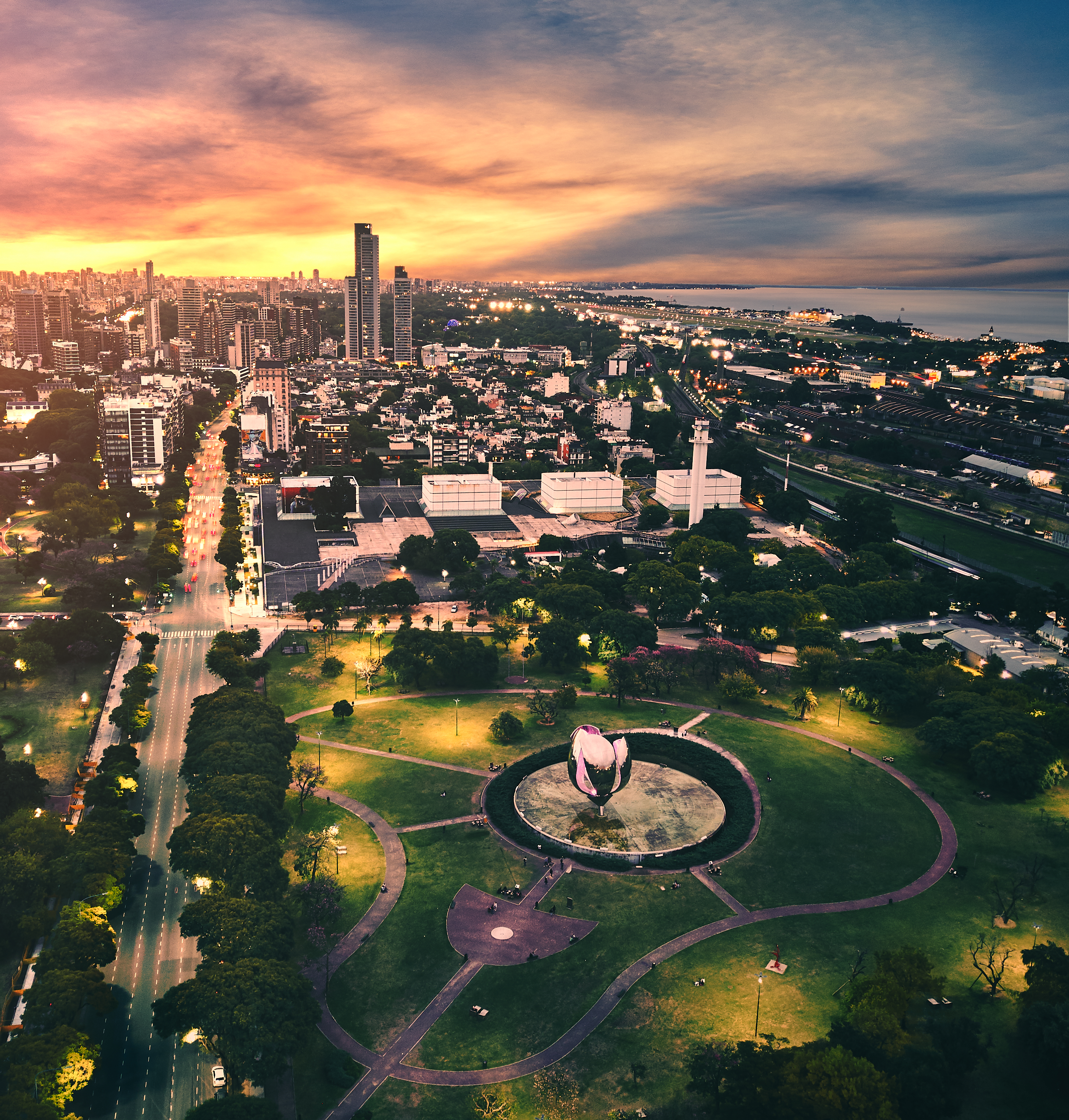
Площа Об'єднаних націй[es] зі скульптурою Floralis Genérica